# Gyűszűvirág
A gyűszűvirág (Digitalis) az ajakosvirágúak (Lamiales) rendjébe és az útifűfélék (Plantaginaceae) családjába tartozó nemzetség.

## Rendszerezés
A nemzetségbe az alábbi 25 faj tartozik:
- Digitalis atlantica Pomel
- Digitalis cariensis Boiss. ex Jaub. & Spach
- Digitalis ciliata Trautv.
- Digitalis × coutinhoi Samp.
- Digitalis davisiana Heywood
- rozsdás gyűszűvirág (Digitalis ferruginea) L.
- sárga gyűszűvirág (Digitalis grandiflora) Mill.
- Digitalis laevigata Waldst. & Kit.
- Digitalis lamarckii Ivanina
- gyapjas gyűszűvirág (Digitalis lanata) Ehrh.
- Digitalis leucophaea Sm.
- kisvirágú gyűszűvirág (Digitalis lutea) L.
- Digitalis × macedonica Heywood
- Digitalis mariana Boiss.
- Digitalis minor L.
- Digitalis nervosa Steud. & Hochst. ex Benth.
- Digitalis obscura L.
- Digitalis parviflora Jacq.
- Digitalis × pelia Zerbst & Bocquet
- piros gyűszűvirág (Digitalis purpurea) L. - típusfaj
- Digitalis × sibirica Lindl.
- Digitalis subalpina Braun-Blanq.
- Digitalis thapsi L.
- Digitalis trojana Ivanina
- Digitalis viridiflora Lindl.

A fenti fajokat a következő 6 fajcsoportra osztják szét: Digitalis sect. Digitalis, Digitalis sect. Frutescentes, Digitalis sect. Grandiflorae, Digitalis sect. Globiflorae, Digitalis sect. Isoplexis és Digitalis sect. Tubiflorae.